# تاریخچه بیماری
تاریخچه بیماری حاضر (به انگلیسی: HPI) درگرفتن شرح حال پزشکی، پس از شکایت اصلی بیمار انجام گرفته، و اشاره به مصاحبه‌ای تفصیلی و با جزئیات با بیمار به دلیل ناراحتی کنونی یا سمپتوم‌های حال حاضر وی مانند وجود درد و غیره دارد.